# أنجليكا تيتش

بينيلوب كروز في دور انجليكا

أنجليكا تيتش هي إحدى شخصيات سلسة أفلام قراصنة الكاريبي المتعدده، قامت بتأدية الدور الممثلة الإسبانية بينيلوب كروز، وكان أول ظهور للشخصية في فيلم قراصنة الكاريبي في بحار غريبة.

## عن الشخصية
أنجليكا هي بنت القرصان بلاك بيرد وكانت تحب القرصان جاك سبارو،وكانت معروفة بكونها قرصانة خطيرة، وتعلمت فن الخداع من جاك سبارو (كما تبين من الفيلم في أول مشهد لها).

## في الفيلم
كان القرصان بلاك بيرد يبحث عن ينبوع الحياة الأبدية حتى أستطاع تجنيد جاك سبارو للعمل معه وفي نهاية المطاف وصلوا للينبوع وكان يوجد كأسين لا بد أن يشرب شخص من كأس الموت وأخر من كأس الحياة (الذي به دمعه من عروسة البحر) وأستطاع جاك أن يتمكن من الكأسين حيث كانت أنجليكا تريد الموت من أجل ابيها لكن جاك قد خدعهم وأعطى بلاك بيرد كأس الموت وأعطى انجليكا كأس الحياة.